# Karel Ancerl
Karel Ancerl (født 11. april 1908 i Tučapy, Tjekkiet - død 3. juli 1973 i Toronto, Canada) var en tjekkisk dirigent, direktør og komponist.
Ancerl var mest kendt som en dirigent af den moderne klassiske tjekkiske musik. Han studerede direktion på Musikkonservatoriet i Prag. Studerede videre hos Herman Scherchen og Vaclev Talich. Han dirigerede bl.a. Radio Orkestret i Prag, og senere efter sin emigration til Canada, Toronto Symfoniorkester, som han også blev direktør for til sin død (1973). Ancerl var med til at gøre den moderne tjekkiske musik synlig og mere kendt i udlandet, og indspillede mange ukendte komponister fra Tjekkiet på pladeselskabet Supraphon. Han indspillede dog også kendte komponister så som Antonin Dvorak, Leoš Janáček og Josef Suk. Ancerl skabte en markant tjekkisk orkesterlyd, og har indspillet tjekkiske komponister som feks. Jan Hanus, Isa Krejci, Pavel Borkovec og Jiri Valek. Han komponerede også et lille antal ukendte værker.

## Udvalgt diskografi
- Isa Krejci / Petr Eben - Symfoni nr. 2 / Klaverkoncert - Supraphon (1964) - Ancerl / Tjekkiske Filharmoniske Orkester
- Leoš Janáček - Glagolitic Messe - Supraphon (1963) - Ancerl / Tjekkiske Kor og Symfoniorkester
- Borkovec/Kalabis/Hurnik/Kapr/Dobias/Eben/Jirko/ - Orchestral Works - Ancerl Edition - Tjekkiske Symfoniorkester
- Jan Hanus - Symfoni nr. 2 / Forårs Overture - Supraphon (1962) - Ancerl - Tjekkiske Filharmoniske Orkester

1. ↑  Navnet er anført på engelsk og stammer fra Wikidata hvor navnet endnu ikke findes på dansk.